# 顕子女王
顕子女王（あきこじょおう、寛永17年2月13日（1640年4月4日）- 延宝4年8月5日（1676年9月12日））は、江戸幕府第4代将軍徳川家綱の御台所（正室）。伏見宮貞清親王の第三王女。幼称は浅宮（あさのみや）。法名は高巌院（こうげんいん）。
姉は紀州家の第２代藩主徳川光貞の正室（御簾中）の安宮照子（天真院）。後に第8代将軍となる徳川吉宗がまだ紀州藩第5代藩主だったころに御簾中に迎えた真宮理子の伯母にあたる。

## 生涯
伏見宮貞清親王の娘として京都で生れた。母は宇喜多秀家の娘（豊臣秀吉の養女）。 
東福門院の人選によって将軍家綱と婚約。明暦3年（1657年）4月5日に京都を発ち、同月23日に江戸城本丸・大奥に入った。お付き上臈として、京より姉小路局や飛鳥井局などが付き従った。7月10日に江戸城西の丸にて婚儀が執り行われた。 
万治2年（1659年）9月5日に本丸大奥に入り御台所を称した。延宝元年（1673年）には従三位に叙された。
延宝4年（1676年）に乳癌を発症。家綱より直接医師の診察を受けるように進められたが「簾外の者に対面するのは、公家方の礼を乱すことになる」と言って医師による触診を拒否した。病に苦しみながらも一度も「苦しい」とは言わなかったという。同年8月5日に37歳で薨去。東叡山寛永寺に葬られる。戒名は高厳院殿月潤円真大姉。家綱との間に子はなかった。
延宝5年（1677年）8月2日、従一位が追贈された。

## 関連作品
- 大奥（1968年、関西テレビ） - 演：藤純子
- 大奥（1983年、関西テレビ） - 演：中野良子